# كلاوس باربي

كلاوس باربي

نيكولاس كلاوس باربي(25 أكتوبر 1913 - 25 سبتمبر 1991) ضابط نازي برتبة هاوبت‌ شتومفيورَرْ (بالألمانية: Hauptsturmführer) (توازي رتبة كابتن أو نقيب)

كان يعمل في صفوف قوات الجستابو (الشرطة النازية السرية) أثناء الحرب العالمية الثانية. يعتبر مسؤولاً عن الكثير من المذابح ضد المدنيين وأُطلق عليه لقب سفاح ليون.

## نشأته
ولد كلاوس باربي في جودسبرج في ألمانيا (حاليا هي جزء من مدينة بون) في اسرة كاثولوكية. وفي عام 1923 ذهب إلى المدرسة حيث كان يعمل والداه وبعد ذلك انتقل الي مدرسة داخلية. في 1925 انتقلت عائلته كلها إلى تريا. وتوفي بعدها والده وشقيقه وتولى امره أحد اقربائه وكان يعمل في صناعة الخمور وهيأه لدراسة اللاهوت أو الانتقال الي الدراسة الأكاديمية ولكنه لم يلتحق بهم وانتقل الي العمل في الحزب النازي.
في سبتمبر 1935 التحق للعمل في القسم الأمني لجهاز الشرطة العسكرية النازي SS وتم ارساله للعمل في هولندا بعد احتلالها. وفي نوفمبر عام 1942 تم ارساله الي ليون حيث أصبح رئيس شرطة الجستابو هناك.

## جرائم الحرب
قام باعداد معسكر في فندق تيرمينوس في ليون. وقام باستغلال منصبه كرئيسا جستابو في تعذيب السجناء، وقد تسبب في مقتل ما يصل إلى 4000 شخص. والحالة الأكثر بشاعة هو اعتقال وتعذيب جان مولان واحد من أهم أعضاء المقاومة الفرنسية. وفي أبريل 1944 أمر باربي بترحيل 44 طفل يهودي من دار الأيتام إلى معسكر أوشفيتز. وبعد الجراحة التي أجريت له في ليون انضم كلاوس باربي في سيبو حيث كان مسؤولا عن مجزرة Rehaupal في سبتمبر 1944.

## وكالة المخابرات المركزية
بعد انتهاء الحرب العالمية الثانية وسقوط النازية سلم نفسه إلى سلطات الولايات المتحدة الأمريكية وعرض عليهم خدماته.
و صار في 1947 وكيلا لجهاز الاستخبارات المضادة للولايات المتحدة الأمريكية CIC. في عام 1951، هرب إلى خوان بيرون في الأرجنتين مع مساعدته نتالي والقس الكاثوليكي دراجونوفيتش. وهاجر بعد ذلك إلى بوليفيا، حيث عاش تحت الاسم المستعار كلاوس ألتمان. وشارك هو ورفاقه في «انقلاب الكوكايين» مع لويس غارسيا ميزا تيخادا، والذي ساهم في استيلائه علي السلطة في بوليفيا.
وقام بالعمل كضابط للمخابرات البوليفية والمساهمة في خطة معسكرات الاعتقال وصياغة أساليب القمع والتعذيب للمتمردين المناهضين للحكومة تحت ظل حكم الديكتاتورية في بوليفيا.

## تشي جيفارا
في سنة 2007 أثار الفلم الوثائقي بلدي العدو، الذي أخرجه الحائز على جائزة الاوسكار المخرج كيفن ماكدونالد، احتمال أن باربي ساعد وكالة المخابرات المركزية في اعتقال الماركسي الثوري تشي غيفارا في بوليفيا.
وفقا لألفارو دي كاسترو:
واضاف «انه (باربي) التقى الميجر شيلتون، قائد وحدة من الولايات المتحدة. حيث أن (باربي) لا شك قدم له المشورة بشأن كيفية محاربة العصابات، واستخدم الخبرة المكتسبة في هذا النوع من العمل في الحرب العالمية الثانية.»
كما يقال أن باربي كان يفخر بأنه كان واضع خطة قتل تشي غيفارا.

## المحاكمة
تم تحديدها في بوليفيا في وقت مبكر من 1971 ولكن لم تعقد حتي 19 يناير 1983 حينما تم القبض عليه وتسليمه الي فرنسا.
في عام 1984، تمت محاكمة باربي بتهمة ارتكاب جرائم حرب ارتكبها عندما كان مسؤولا عن الجستابو في ليون بين 1942 و 1944. المحاكمة بدأت في 11 مايو 1987 في ليون أمام هيئة محلفين قبل الرون الانكليزيه كوت assises. في خطوة نادرة، سمحت المحكمة ان يتم تصوير المحاكمة نظرا لقيمته التاريخية. أيضا مع غرفة جلوس المحكمة لجمهور المكونة من حوالي 700 شيدت كانت خاصة. والمدعي العام ورئيس بيير Truche. في محاكمة باربي تلقى الدعم ليس فقط من المدافعين مثل النازية Genoud فرانسوا، ولكن أيضا من اليساريين المحامي جاك دون دوافع.
من المحتمل جدا في إطار التوجيه دون دوافع، تسبب باربي الأحاسيس في الأيام الأولى للمحاكمة: أعطى اسمه كلاوس ألتمان (الاسم الذي استعمله بينما في بوليفيا)، ويدعي أن تسليمه كان غير قانوني من الناحية الفنية، قدم الطلب إلى أن يعفى من المحاكمة والعودة إلى زنزانته في سجن القديس يوسف. منحت هذا على الرغم من أحضر مرة أخرى على 26 مايو لمواجهة بعض من متهميه، ذكر خلالها انه «لا شيء للقول».
ودون دوافع سمعة لمهاجمة النظام السياسي الفرنسي، ولا سيما في الامبراطورية الاستعمارية الفرنسية. واستراتيجيته في المحاكمة لاستخدامها لفضح جرائم الحرب التي ارتكبتها فرنسا منذ عام 1945. وبالفعل، فإن التهم الموجهة باربي أسقطت العديد من، وذلك بفضل التشريعات التي قد حماية الأشخاص المتهمين بارتكاب جرائم في ظل نظام فيشي والجزائر الفرنسية. دون دوافع قيل أيضا أن تصرفات باربي لم يكن أسوأ من الإجراءات العادية من المستعمرين في جميع أنحاء العالم، وأن محاكمته كانت محاكمة انتقائية. أثناء محاكمته، باربي الشهيرة التي ذكرت: «عندما أقف أمام عرش الله سأكون الحكم على الأبرياء».
في 4 يوليو 1987، حكم على باربي هو السجن مدى الحياة ل جرائم ضد الإنسانية، وتوفي في السجن في ليون من سرطان الدم بعد ذلك بأربع سنوات، في سن ال 77.

## في الثقافة الشعبية
يشار باربي تنسى أن في الفيلم الجرذ السباق، عندما يتوقف الأسرة الكمثرى في «متحف باربي»، والتفكير ان يكون متحف باربي دمى. وصولها، صدمت في صحيح موضوعه والموظفين تهدد من النازيين الجدد، الذين يحاولون تصوير كلاوس باربي بأنه «زوج محب، والد المكرسة، ذواق النبيذ، وثلاث مرات بطل الرقص». بعد رحيلهم محرجا، والأسرة الكمثرى يرى فان من تدمير ويسرق واحد في وقت لاحق من الآثار في المتحف، سيارة أدولف هتلر الموظفين.
وأشار أيضا باربي هو في أغنية «شريف Fatman» من قبل كارتر آلة الجنس لا يمكن وقفها من البوم 1989 على 101 الإدانات.
في عام 1986، والتعرض لقصة باربي الترحيل وتكييفها في فيلم تلفزيوني من بطولة توم كونتي، فرح فاوست وجيرالدين الصفحة.
كلاوس باربي عرضت هو موقع لل موساد من قبل وكالة المخابرات المركزية في سلسلة تجسس الشركة.

## روابط خارجية
- كلاوس باربي على موقع IMDb (الإنجليزية)
- كلاوس باربي على موقع الموسوعة البريطانية (الإنجليزية)
- كلاوس باربي على موقع مونزينجر (الألمانية)
- كلاوس باربي على موقع إن إن دي بي (الإنجليزية)
- كلاوس باربي على موقع قاعدة بيانات الفيلم (الإنجليزية)